# Röstigraben

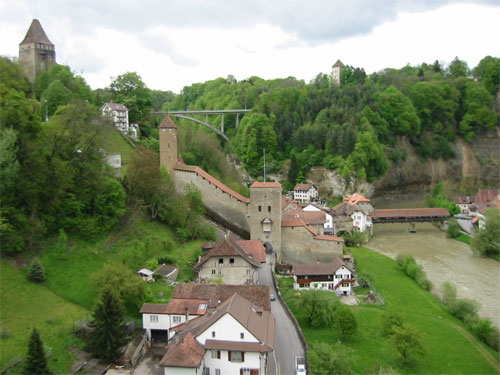
Río Saane/Sarine cerca de Friburgo, un símbolo del Röstigraben.

El Röstigraben (literalmente fosa de los Rösti) es una expresión en idioma alemán utilizada para designar la frontera lingüística y cultural en Suiza entre la zona de habla francesa (Romandía) y la zona de habla alemana (Suiza alemana). Rösti se refiere al plato de patatas típico de la región de habla alemana. Esta expresión simboliza el clivaje o escisión que puede existir al nivel político y económico entre las dos regiones.
El Röstigraben es frecuentemente mencionado en los periodos electorales, indicando así los resultados sensiblemente diversos entre zonas francófonas (al oeste) y germanófonas (al este) de la Confederación Helvética. En los asuntos sociales y en la política exterior, la Romandía o Suiza francesa es en general menos conservadora que la llamada Suiza alemana. Por motivos de la facilidad y masividad de las comunicaciones, el transporte y el desarrollo, parecería que el Röstigraben tiende a perder importancia desde inicios del presente siglo XXI, ya que los resultados de las elecciones y las ideas políticas tienden a uniformarse.
Lo pintoresco de tal límite es que en ciertos puntos, principalmente en ciudades como Friburgo (Suiza), Biel-Bienne o Siders-Sierre, el mismo está señalado en ocasiones tan solo por una calle, por un arroyo o un pequeño río.